# Jan Bühlmann

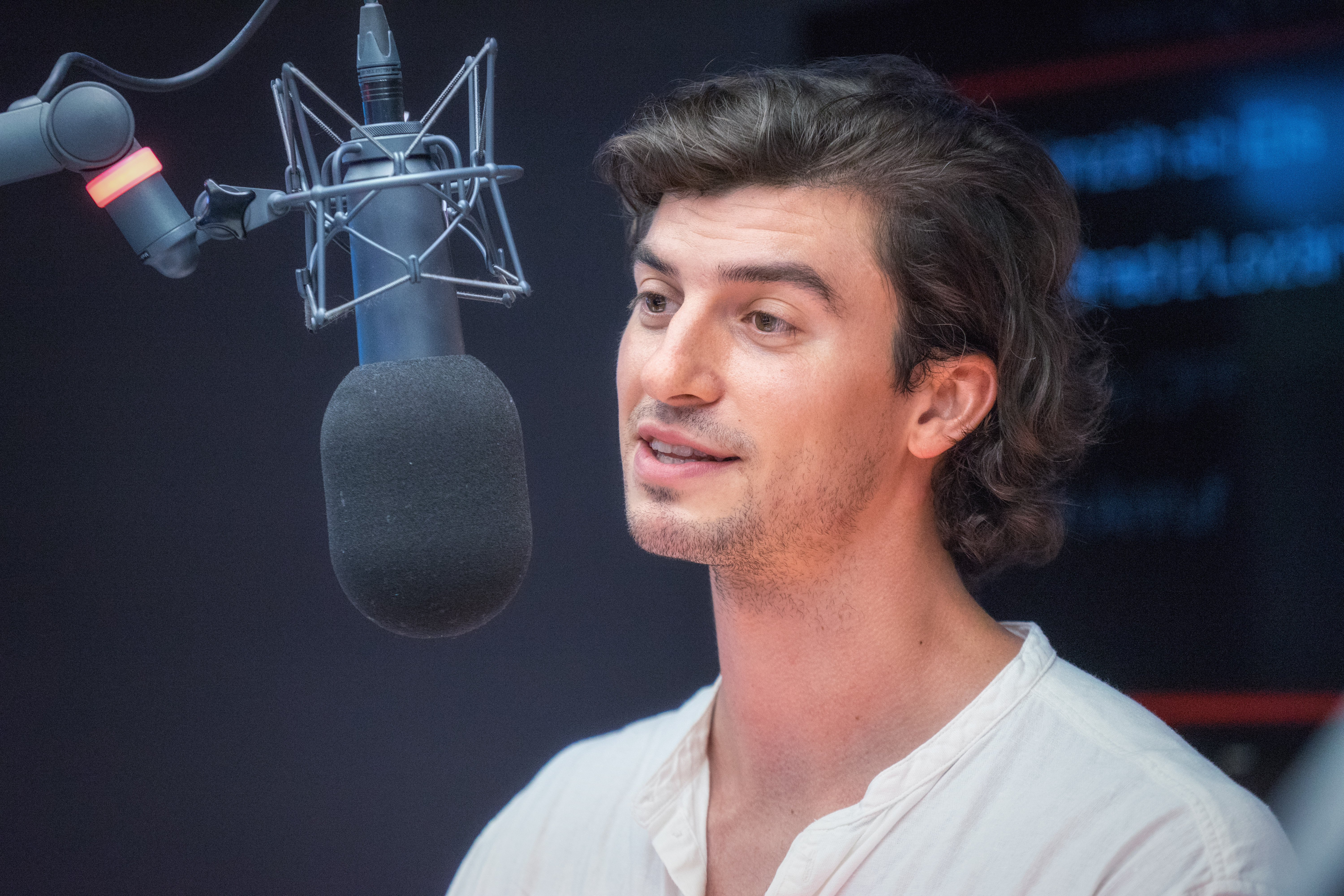
Jan Oliver (2018)

Jan Oliver Bühlmann (* 11. August 1987 in Buchrain) ist ein Schweizer Musiker. Er war Mister Schweiz des Jahres 2010. Er tritt seit Frühjahr 2013 unter seinem Künstlernamen Jan Oliver als Musiker auf.

## Leben

### Werdegang
Bühlmann stammt aus dem Kanton Luzern. Er besuchte zunächst die Realschule. Mit acht Jahren begann er mit dem Klavierspielen. Schon mit 14 Jahren besuchte er neben der Schule Klavier-Unterricht am Konservatorium in Luzern. Später wechselte er auf das Gymnasium, das er erfolgreich mit der Matura abschloss. Er absolvierte eine klassische Gesangsausbildung und wollte zeitweise klassischer Pianist, Opernsänger oder Schauspieler werden.

### Mister Schweiz 2010
Bühlmann wurde am 8. Mai 2010 in der Arena Genève in Genf zum Mister Schweiz gewählt. Die Wahl wurde von den Sendern SF 1, TSR 1 und RSI 1 live übertragen. 850'000 Zuschauer verfolgten die Wahl.
Bühlmann erhielt unmittelbar nach seiner Wahl mehrere Engagements als Model, so modelte er beispielsweise im Mai 2010 bei der Energy Fashion Night in Zürich auf dem Laufsteg für Männermode. Kurz darauf machte er Werbeaufnahmen für die Unterwäschemarke Sloggi.
Nach knapp dreimonatiger Amtszeit konnte Jan Bühlmann bereits über 80 Kundenbuchungen vorweisen und eine Gastrolle im Film Deines Lebens von Regisseur Sebastian Goder spielen. Er erschien auf dem Cover der Schweizer Illustrierten (Ausgabe vom 10. Mai 2010), der Glückspost (Ausgabe vom 19. Mai 2010) und von 20 Minuten Friday mit Titelstory (Ausgabe vom 2. Juli 2010). Luzern Tourismus wählte Jan Bühlmann als Botschafter für verschiedene Aktivitäten aus. Am 1. August 2010 las Bühlmann bei der traditionellen Feier auf dem Rütli den Bundesbrief in mehreren Sprachen vor und hielt vor 1200 Zuschauern als erster Mister Schweiz eine vielbeachtete Rede. Sein Fernsehdebüt als Pianist gab Bühlmann am 26. August 2010 anlässlich des Finales des Elite Model Look Swiss. Im Februar 2011 plante Jan Bühlmann als Swing-Musiker aufzutreten und auf Tournee zu gehen.

### Nachleben
Bühlmann bezeichnete im Nachhinein sein Jahr als «schönster Schweizer» als «nur eine Zwischenstation». Nach diesem Jahr legte er eine Pause ein und kehrte danach zu seinem Interesse an Musik zurück. Am 21. Juni 2013 erschien sein Debütalbum Great Escape.